# Stade Chaban-Delmas
Stade Chaban-Delmas är en fotbollsarena i Bordeaux, Frankrike. Den var hemmaarena för fotbollslaget FC Girondins de Bordeaux 1938–2015 och är detta för rugbylaget Union Bordeaux Bègles sedan 2011. Arenan invigdes den 12 juni 1938 och hette då Parc Lescure. Arenan renoverades under 1935, 1987, 1998 och 2008, och antalet platser ökades till 33 290.